# Товстановский, Александр Иванович
Александр Иванович Товстановский (25 декабря 1927, село Джуржевка, теперь Новоушицкого района Хмельницкой области — ?) — советский и партийный деятель, депутат Верховного Совета УССР 8-11-го созывов. Член Ревизионной Комиссии КПУ в 1976—1986 г.

## Биография
С 1944 года начал работать слесарем, комбайнером Вахновецкой машинно-тракторной станции (МТС) Новоушицкого района Каменец-Подольской области. В 1946 году окончил школу механизаторов в городе Полонное, а в 1949 году — Ново-Ушицкий техникум механизации сельского хозяйства.
В 1951 году стал членом ВКП(б).
В 1955 году окончил Мелитопольский институт механизации сельского хозяйства.
В 1959 г. — техник, старший механик Кутковецкой МТС Чемеровецкого района Хмельницкой области, главный инженер Чемеровецкой МТС, директор Плужнянской МТС Изяславского района Хмельницкой области.
В 1959—1963 г. — председатель исполнительного комитета Изяславского районного совета депутатов трудящихся; 1-й секретарь Изяславского районного комитета КПУ Хмельницкой области. В 1963—1965 г. — начальник Изяславского производственного колхозно-совхозного управления.
В 1965—1969 г. — 1-й секретарь Белогорского районного комитета КПУ Хмельницкой области; 1-й секретарь Дунаевецкого районного комитета КПУ Хмельницкой области.
В 1969—1970 г. — секретарь Хмельницкого областного комитета КПУ. В 1970 — марте 1972 г. — 2-й секретарь Хмельницкого областного комитета КПУ.
В марте 1972 — июле 1974 г. — председатель исполнительного комитета Хмельницкого областного совета депутатов трудящихся.
В 1974 — марте 1985 г. — 1-й заместитель министра сельского хозяйства Украинской ССР.
15 марта 1985 — 13 января 1990 г. — председатель исполнительного комитета Тернопольского областного Совета народных депутатов.

## Награды
- орден Ленина
- орден Трудового Красного Знамени
- медали